# Japánkert

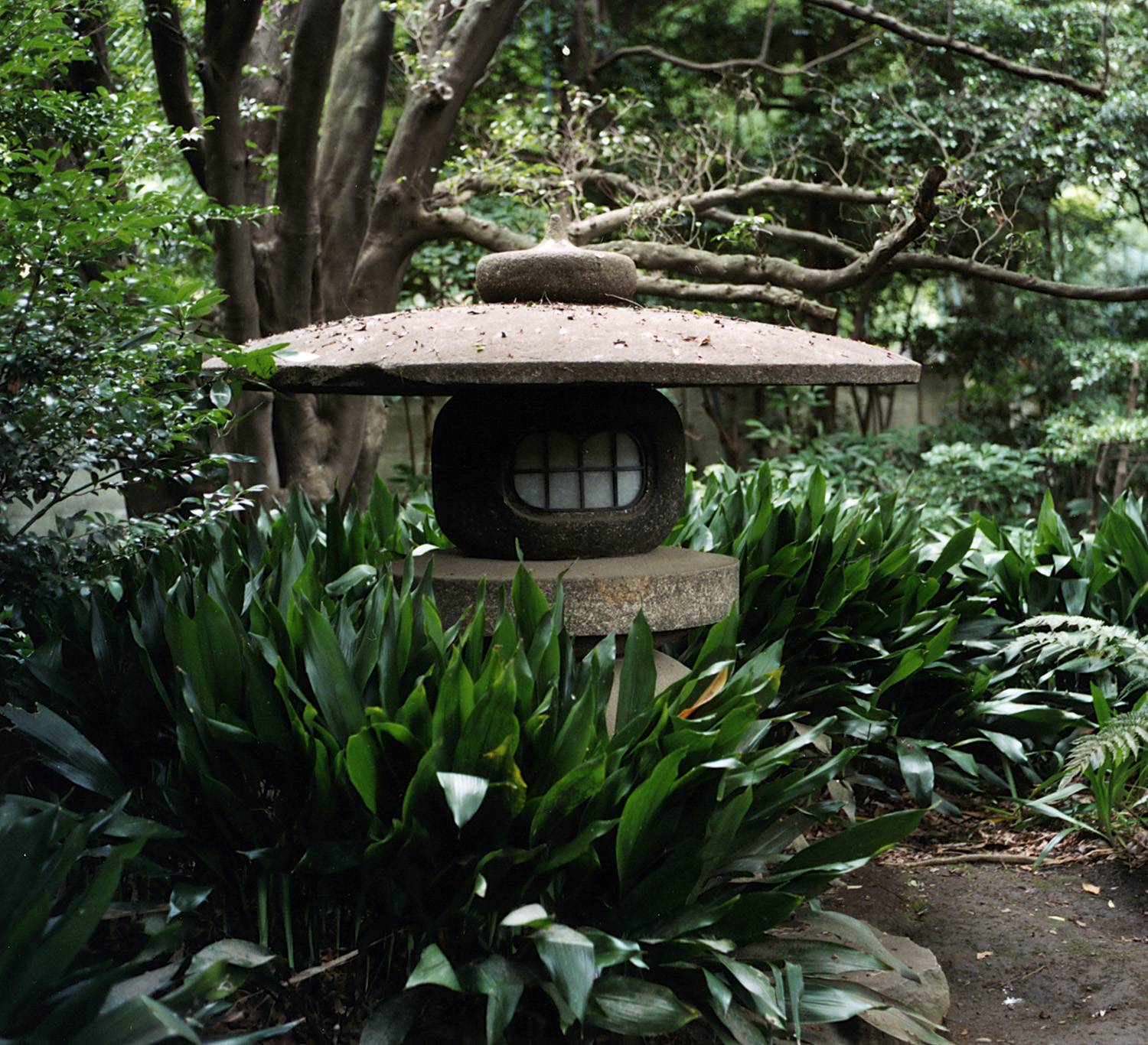
Kőlámpások és növények. A lámpás fedelét úgy alakították ki, hogy télen szép hósapkája legyen

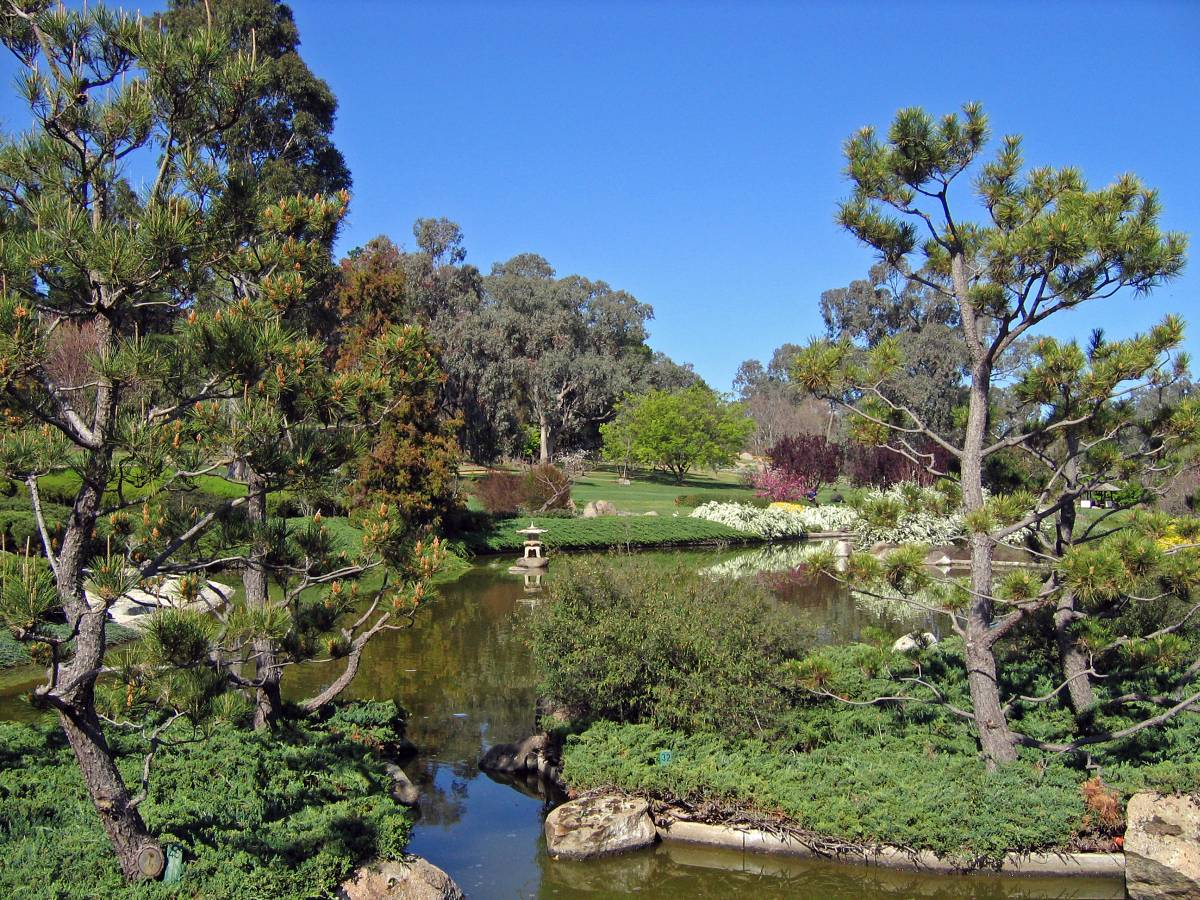
Japánkert az Új-Dél-Wales-i Cowrában. A kő, víz és növények elrendezésének szép példája

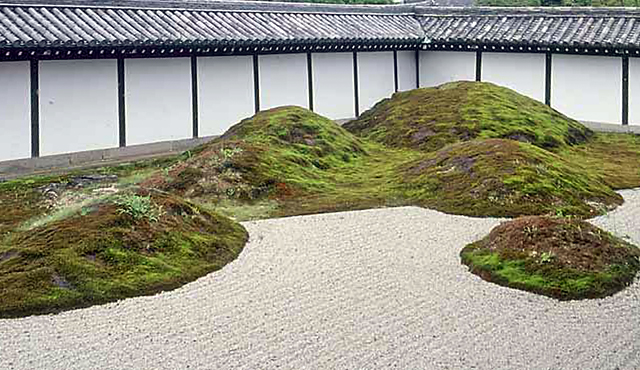
Kareszanszui stílusú kert a kiotói Tófuku-dzsiben

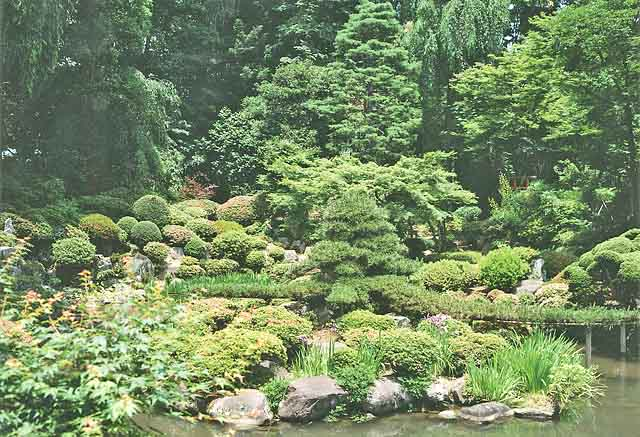
Ebben a kertben számtalan növény található, köztük szezonális növények is

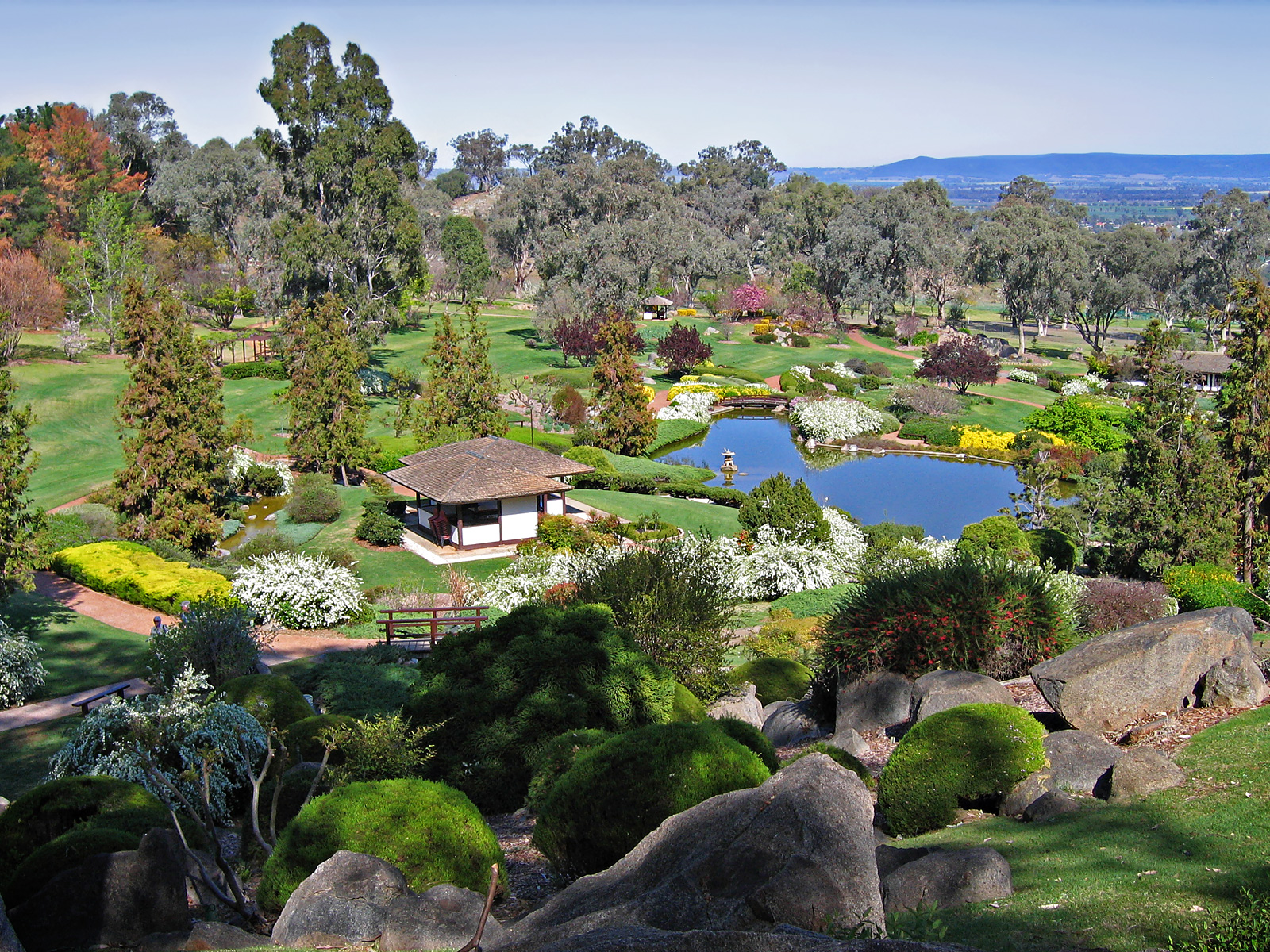
A cowrai japánkert látképe bemutatja a japánkertek hagyományos elemeit

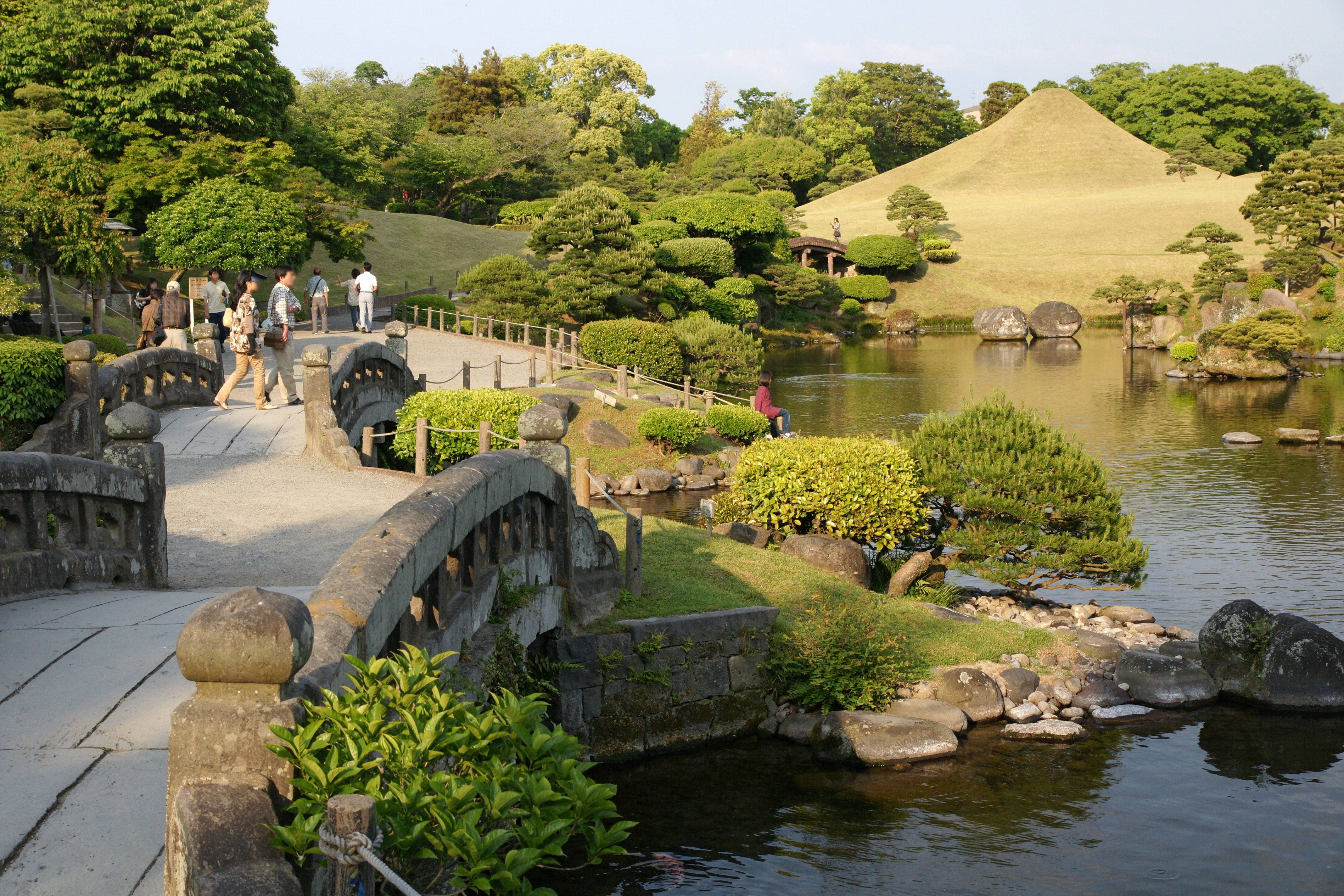
Tágas japánkert: Hoszokava Gjobu Tei, a kumamotói várkastély mellett

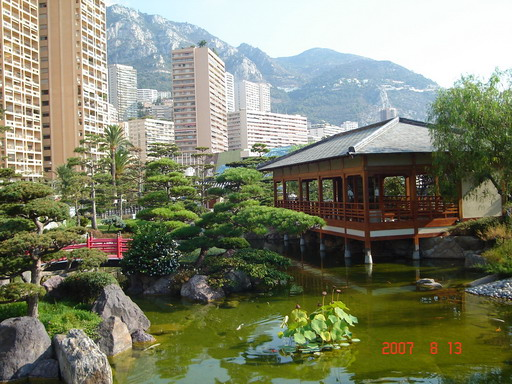
A monte-carlói japán kert

A japánkert (kandzsi: 日本庭園, nihon teien) japán stílusban készült kert, melyet magánkertekben, nyilvános parkokban vagy buddhista templomok és sintó szentélyek mellett, illetve történelmileg jelentős helyeken (például várakban) alakítanak ki. A japánkerteknek több változata ismert: hagyományos japánkert, sziklakert (kareszanszui) vagy más néven szárazkert és a japán teaszertartáshoz kötődő teakert.
A japán kertművészet kínai hatásra kezdett fejlődni, de fokozatosan a japán kultúrára, esztétikai elvekre és anyagokra épülő saját, egyéni stílusa alakult ki. Az Edo-korra már teljesen kialakult ez a sajátos japán stílus. A 19. század vége óta nyugati elemek is megjelentek a japánkert művészetében.
A japánkert egyszerre gyönyörködtet és elgondolkodtat. A kerteket, mint átfogó kompozíciót értékelhetjük, melyben a különböző szögekből láthatjuk, ahogy a természetben kifejeződnek az évszak, napszak és időjárás sajátosságai. Egyes japánkerteket csak arra szánnak, hogy a szemlélődő kívülről, egy bizonyos szögből nézze, vagy csak kívülről, de több szögből, de sok kert bejárható vagy körüljárható, az építője szándékainak megfelelően.
Az egyik legismertebb japánkert a Rjóan-dzsi templom sziklakertje. A japánkertek nagy népszerűségnek örvendenek Japánon kívül is, több kontinensen is megtalálhatóak, Magyarországon is több helyen van látogatható japánkert.

## A japánkert története
Az egész Távol-Keleten Japánban maradt fenn a legtöbb műemléki jellegű kert, több mint 100. Ezek azonban az évszázados pusztítások és természetes elhasználódás miatt nem eredeti állapotukban maradtak fent, hanem rekonstrukciók, amik főleg az Edo-korból (1600-1867) származnak. A japán történelem írott forrásai alapján azonban biztosra vehető, hogy a japán kertépítészet a korai államalapítás koráig, az 5-6. századig, (más források szerint legalább a 8. századig) nyúlnak vissza. A niva szó, melyet ma kert értelemben használnak, annak idején a sintó vallás szellemeinek, a kamiknak az imádásához használt helyet jelentette. A kamik a hegyekben, fákban, vizekben és a sziklákban is benne élnek, így a japánok szerint a természet közvetlenül tükrözi az istenek szépségét. Ezeket a szent helyeket kezdetben aszerint választották ki, hogy maga a természet hogyan alakította ki a helyet, később az emberek készítettek tavakat, rajtuk kis szigetekkel. A japánkerteknek (amennyiben nem szárazkertről van szó) ma is elmaradhatatlan része a víz akár patak, de inkább tó képében. A szárazkertekben alkalmazott sík felület, amit fehér homokkal hintenek fel, szintén összefügg a sintó vallással, mivel abban az ilyen területeken tartották a szertartásokat.
A kertekre vonatkozó legkorábbi utalásokat a Kodzsiki és Nihonsoki című 8. század eleji krónikákban olvasni. Ezek a mitikus első császárról, Dzsinmuról állítják, aki i. e. 660 körül uralkodott, hogy tavaskertet alakított ki a mijazaki szentélynél, az uszai szentélynél pedig az ottani tavaskert szigetére palotát épített. Az i. e. 475 körül uralkodó Kósó császár palotájának a neve is egy tavi szigeten épített villára utal. Egy legenda szerint pedig a 3. század elején Dzsingú, aki Csúai császár felesége volt, egy olyan palotát épített, amit cseresznyefákkal ültettek körül.

### Buddhista kertek
Amikor a buddhizmus a 6. században kezdett Japánban elterjedni, tovább erősítette a természeti környezet és a spiritualizmus kapcsolatát. Már a 6-7. században azt gondolták, hogy a kertek építése a buddhista világrend kicsinyített másaként szolgálhat.

## A japánkertek típusai és főbb jellemzői[6]
- tsuki-yama, azaz hegyvidéki, fő motívuma a vízesés és a tó.
- hira-niwa, azaz síkvidéki, alapformáját a kövek elrendezése határozza meg. A víz – ami elengedhetetlen része a japánkertnek – kút, vagy folyóka formájában jelenik meg benne.

Mindkét típusú kert kialakítása lehet
- shin – "igazi", részletgazdag, szigorú formai előírásoknak eleget tevő
- gyo – "egyszerű", szabadabban kezelt, kevésbé részletgazdag
- so – "vázlatos", leegyszerűsített, szabad kialakítású

A századok folyamán kialakult a cha-niwa együttese (váróhelyiség, teaház és a kert), amely a teaszertartás eszményi környezete. Kialakításánál törekednek az igénytelen, egyszerű, természetes szépség bemutatására, amely az ún. "Satori", azaz emelkedett lelkiállapotba hozza az áthaladás közben a szemlélődőt.
A kareszanszui (vagy kareszendzui, koszanszui, koszenszui 枯山水: „száraz táj”) stílus a zen templomokból ered. Ezekben a kertekben kevés a növény és nincs víz, de kavicsok vagy hullámosra gereblyézett homok segítségével felidézik a víz hangulatát. A stílusra jellemzőek az érdekes alakjukért vagy mintázatukért választott sziklák, a moha, és az alacsony növésű bokrok. Egy híres sziklakert például a kiotói Rjóan-dzsi templom kertje.
A sakkei (借景, „kölcsönzött tájelem”) módszer arra utal, amikor a kert rajta kívül álló elemekkel (például hegyek, épületek) alkot művészi kompozíciót. Ilyenkor egy középső elem – gyakran gondosan ápolt növényzet – zárja ki a közbetolakodó elemeket és foglalja keretbe a bemutatni kívánt látványt.
Egy tipikus japánkertben rendszerint megtalálhatók az alábbi elemek, vagy az azokat jelképező dolgok:
- víz
- sziget
- a szigetre vezető híd
- lámpás, leggyakrabban kőből
- teaház vagy kerti pavilon

Egyes kertekbe Japán különböző részeiből hozattak díszítőköveket. A kertekben gyakori növény a bambusz és a vele rokon növényfajták, az örökzöldek – köztük a japán feketefenyő –, valamint lombhullató fák, például a juhar, illetve a páfrányok és mohák. Leggyakrabban alkalmazott növényfajok: 
- japán kamélia (Camellia japonica),
- ujjas juhar (Acer palmatum),
- japáncseresznye (Cerasus serrulata), elsősorban a 'Kanzan' és 'Himoriuto' fajták
- őszibarack (Persica vulgaris),
- babérmeggy (Laurocerassus spp.),
- mahónia (Mahonia spp.),
- puszpáng (Buxus spp.),
- árnyékliliom (Hosta spp.),
- rododendron fajok (Rhododendron spp.), amely a kert létesítésekor a család számára választott szent vagy védett növény.
- krizantém (Chrysanthemum × morifolium)

Előszeretettel felhasználtak színes levelű juhar fajokat, úgymint tűzvörös juhar (Acer ginnala), vagy vörösvirágú juhar (Acer japonicum).
A japánkert és az angolkert vagy tájkép kert közös jellemzője a növények természetes formában való kiültetése. Elhelyezésüknél azok morfológiáját is figyelembe veszik (oszlopos, elterülő stb.), valamint színhatását (pl. őszi lombszíneződés). A forma-szín ellentétes kiemelő hatása a kontraszt ezen keresztül érvényesül. Ellenben csak a japán kertekre jellemző, hogy a fáknak szimbolikus jelentése is van, illetve a minimalizáció.

## Magyarországon található, látogatható japánkertek
- a Fővárosi Állat- és Növénykertben
- a Margit-szigeten
- Varga Márton Kertészeti és Földmérési Technikum és Kollégium területén
- a Nyíregyházi Főiskola Tuzson János botanikus kertjében

## A kő, víz és növények elrendezése a japánkertekben
Bár a japánkert kifejezés hallatán leggyakrabban békés, gyönyörű helyekre gondolunk, melyek kikapcsolódást jelentenek a mindennapi életből, japánkerteket más céllal is terveznek. A legtöbb kert csendes elmélkedésre bátorítja a látogatót, de némelyiket ritka növényfajok vagy érdekes formájú kövek bemutatására hozták létre.
A sétakertekben (kaijú-siki) a látogatónak végig kell sétálnia a kerten, hogy teljes mértékben élvezhesse szépségét. Előre megtervezett út viszi végig a sétálókat a kert minden egyes részén. Egyes helyeken egyenetlenre tervezik a talajt, hogy az embernek a lába elé kelljen néznie, és amikor újra felnéz, szép dísz vagy látvány ötlik a szemébe – ezt a tervezésmódot hívják „az elrejtés és megmutatás elvének”, és célja a látogató felvidítása.
A köveknek a japán legendák szerint lelkük van, ezért tisztelettel kell bánni velük. Kövekből alakítják ki a kertek ösvényeit és hidait. Kövek jelképezik a hegyeket is, ahol igazi hegyek nincsenek. Mindig páratlan számú követ helyeznek el egy csoportban, leggyakrabban háromszög alakzatban.
A vízforrásnak a japánkertben a természet részének kell tűnnie, ezért a hagyományos japánkertekben nincs szökőkút. A patakokat kanyargósra tervezik, hogy természetesnek és nyugalmat árasztónak tűnjön. A lámpást gyakran a víz mellé helyezik, hogy együtt jelképezzék a jint és a jangot, a tűz és víz hagyományosan férfias, illetve nőies jellegét.
Egyes kertekben száraz tó- vagy patakmederrel, esetleg kövekkel kiképzett „vízeséssel” képviseltetik a vizet. Ennek nem csak az lehet az oka, hogy ott a valódi víz használata valamilyen akadályba ütközik, hanem ha filozofikus igényű, meditálókert létrehozása az elsődleges cél, akkor esetleg szimbólumokkal helyettesítik a vizet. Ilyenkor kavicsok jelentik a vizet, kavics- vagy homokterítés jelenti a víztükröt, amelybe a víz hullámzását érzékeltető vonalakat húznak.
A harmadik fontos elem egy japánkertben a zöld növényzet. A hagyományos kertekben kevés a szín, ezért kevés virágot ültetnek; a színes virágokat gyakran a bejárat közelében helyezik el. Egyes növények, például a juhar, más-más évszakokban más-más színt adnak a kertnek.
A Japánon kívül létrehozott kertekben többnyire igyekeznek Japánban honos növényeket használni, de van, hogy az eltérő éghajlat miatt csak más fajta alkalmazható.

## A japánkerttel összefüggő szavak és kifejezések
csaniva = teakert
cuki-jama = hegyvidéki kert
cukubai (tsukubai) = kő kézmosó
genkanniva = belépőkert
gjó = szabadabb
hiraniva = sík vidéki kert
ikebana = japán virágrendezés
kaijúsiki = körbejárható kert
kakehi = bambuszfolyóka
kakine = a kertrészeket elválasztó belső kerítés
kareszanszui = kőkert
keiszeki = magános kő
niva = kert
nobedan = főút, „kőösvény”
rin = növény
rinszen = tájkert
rodzsiniva = közlekedőkert
szen = forrás
sakkei = „kölcsönzött tájkép”; egy már létező, szép tájkép felhasználása, „beépítése” a kertbe
sin = igazi, igazság, szellem, becsület
sinden-dzukuri = a Heian-kor stílusában épült palota
Shishi Odoshi = vadriasztó vízjáték
suniva = főkert
szó = vázlatos
szoe = kísérő, követő ág
tó = kődísz
tobiisi = lépőkő
tóró = kerti lámpa
uraniva = gazdasági kert

## Képek

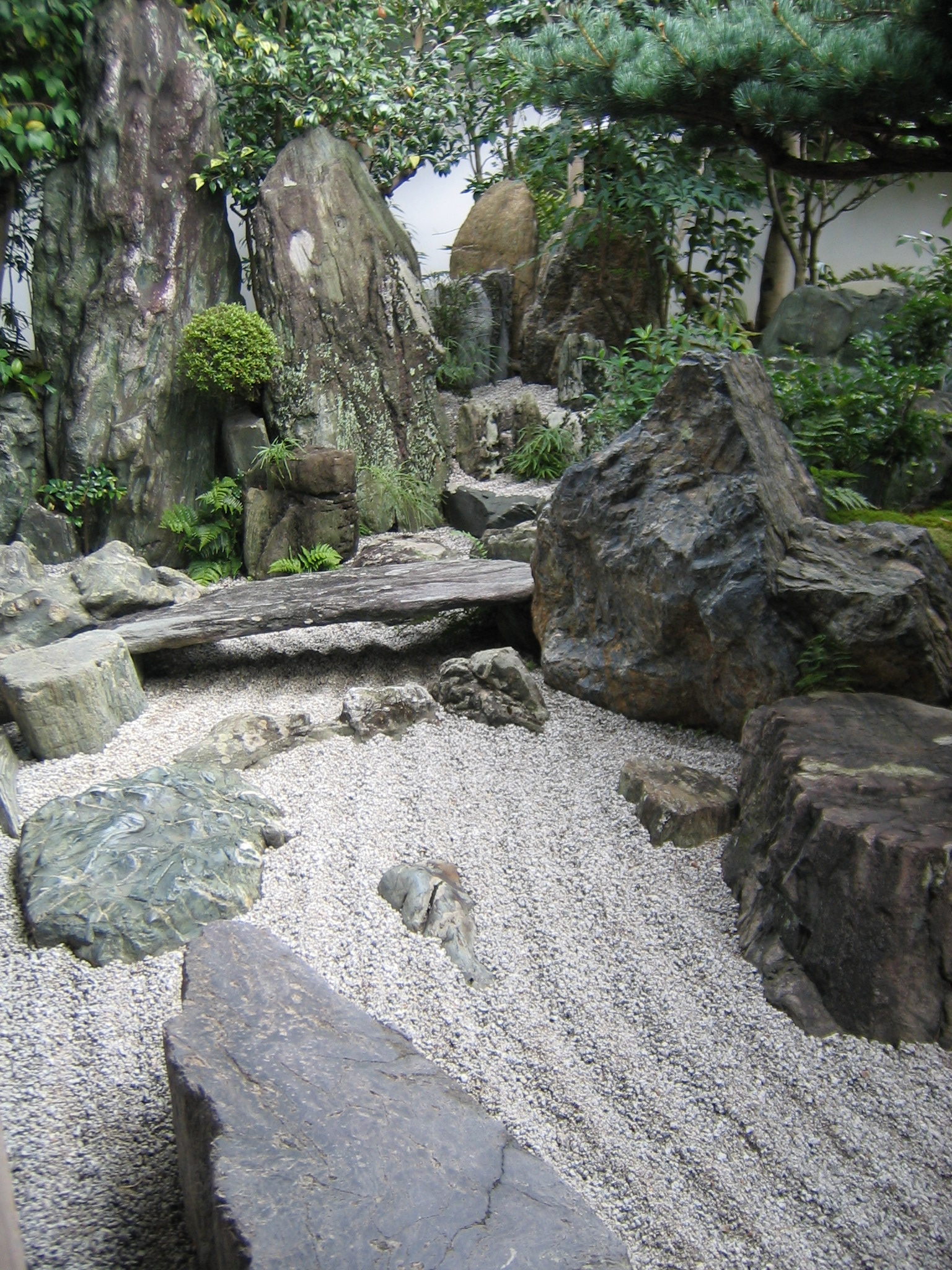
Kavicsokkal jelzett víz
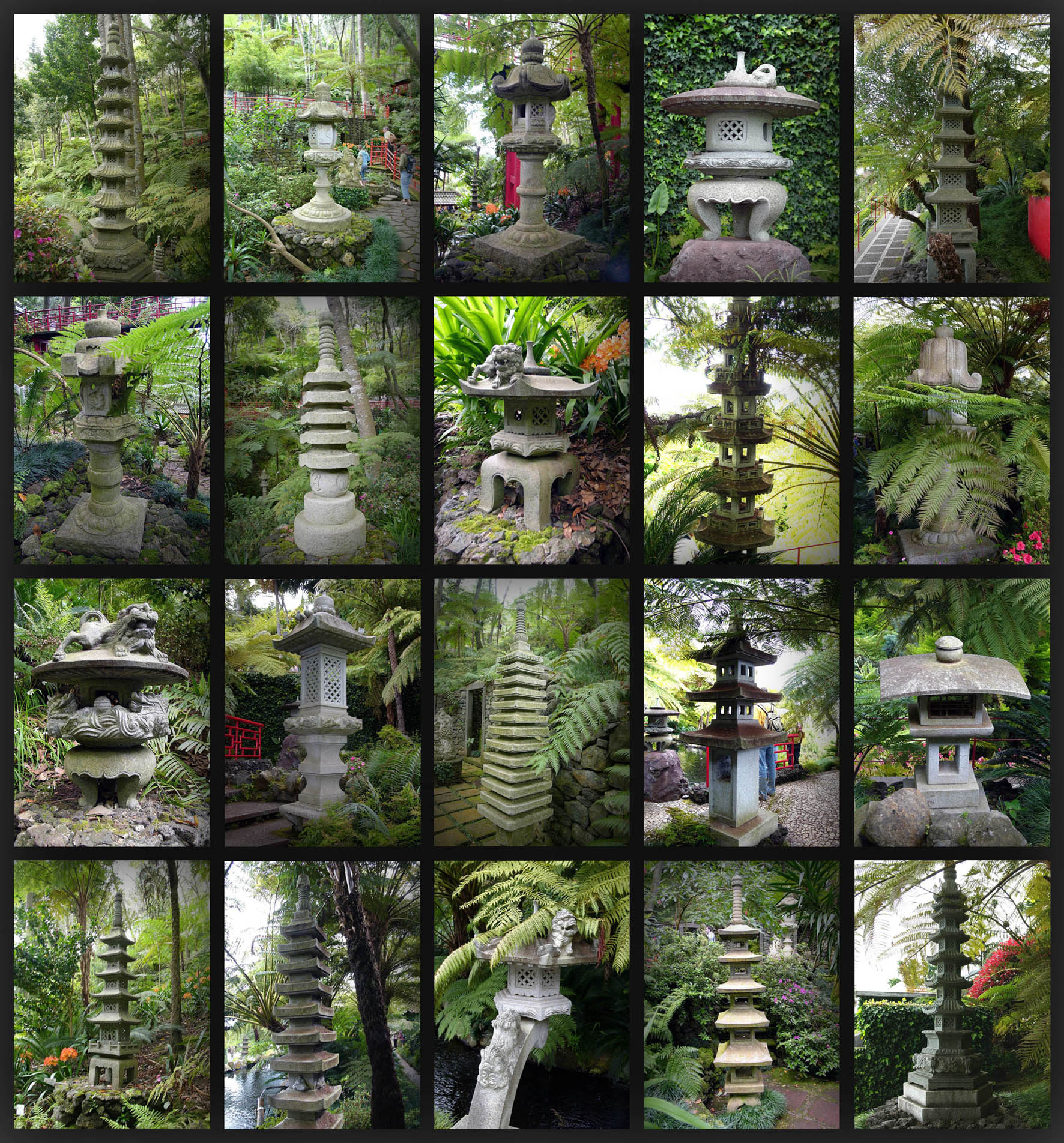
Kőlámpások a Monte Palace Trópusi Kertben, Madeirán
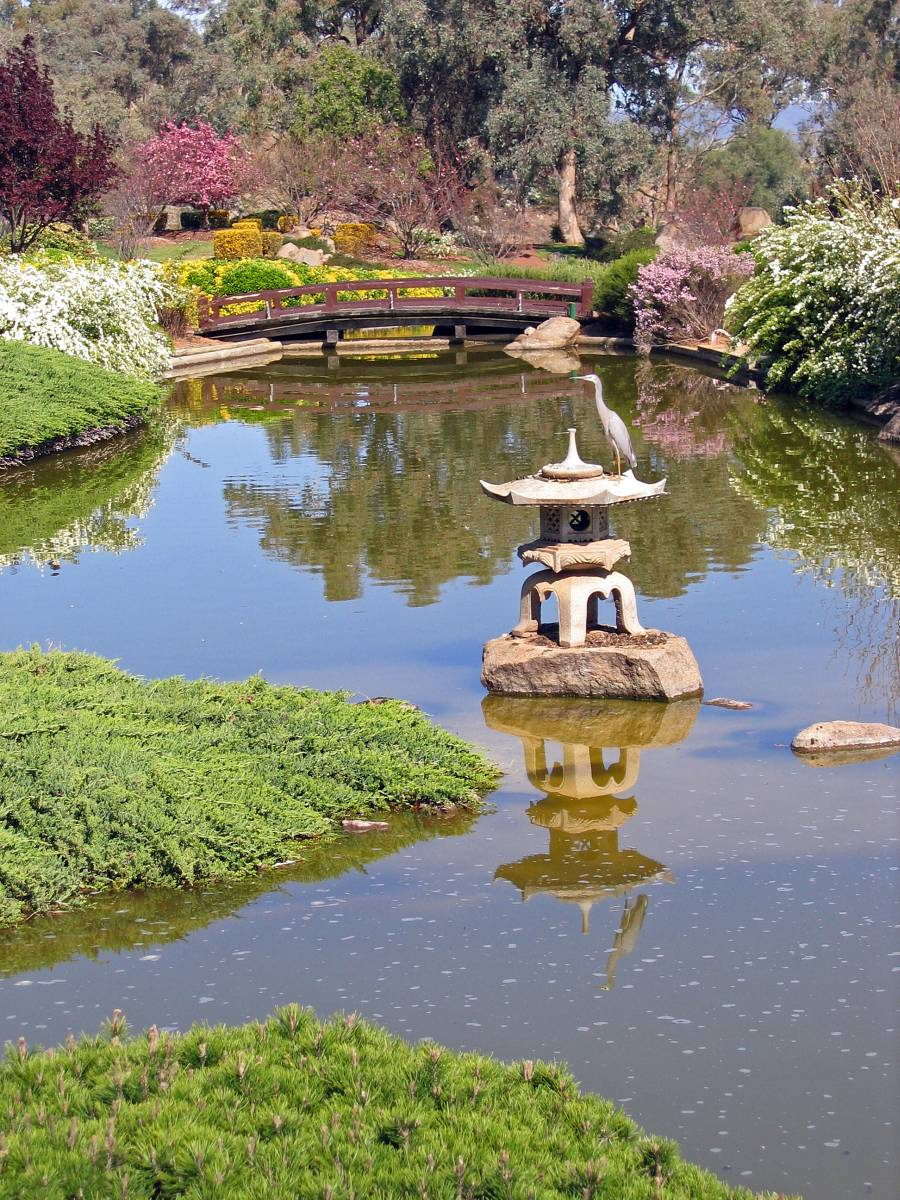
Kócsag pihen a cowrai japánkert kőlámpásán
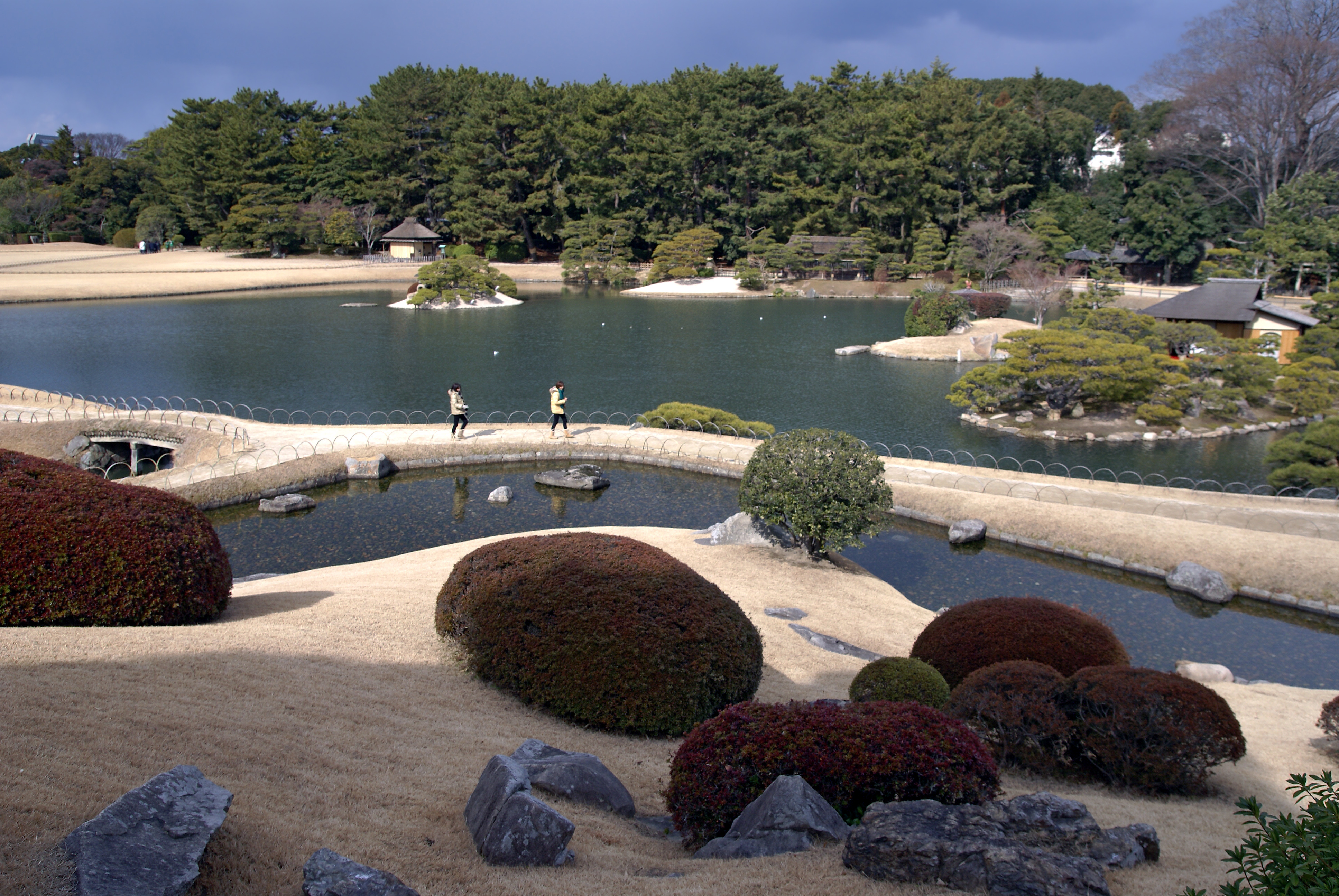
Kaiju-siki, azaz sétakert
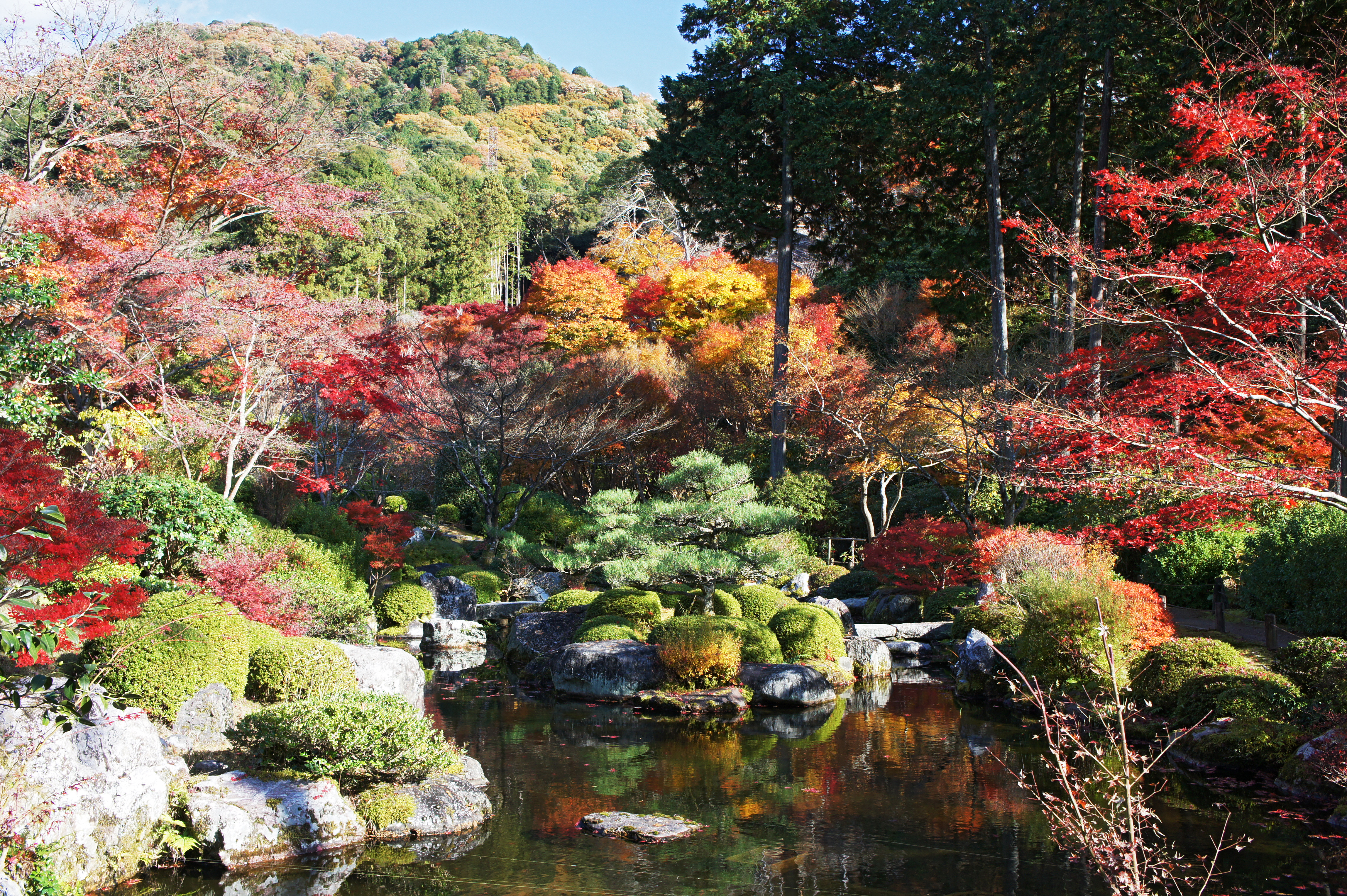
Őszi színek és formák a 'Yorakuen' kertben -Uji
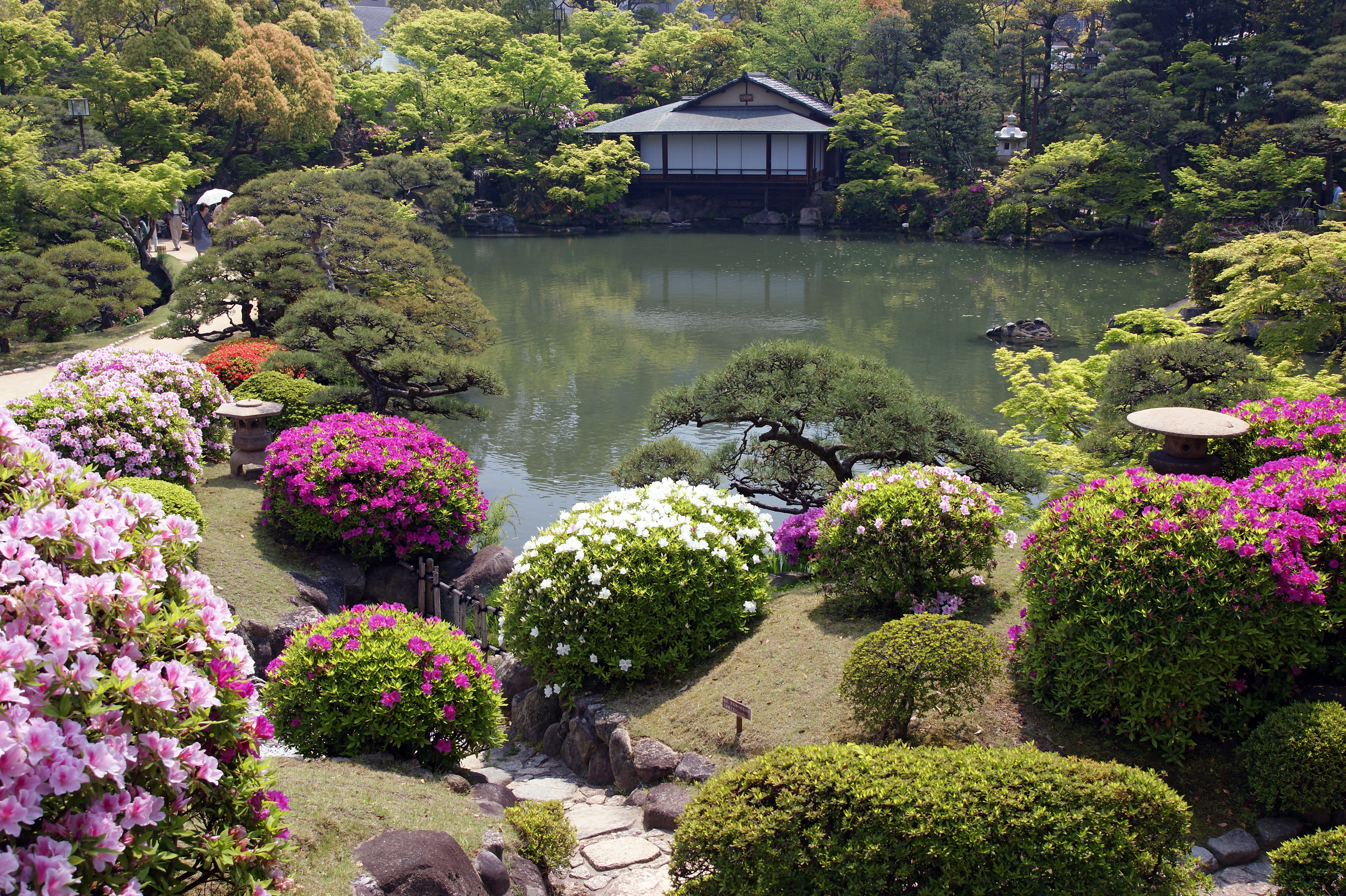
Virágzó rododendronok egy japánkertben-Kobi
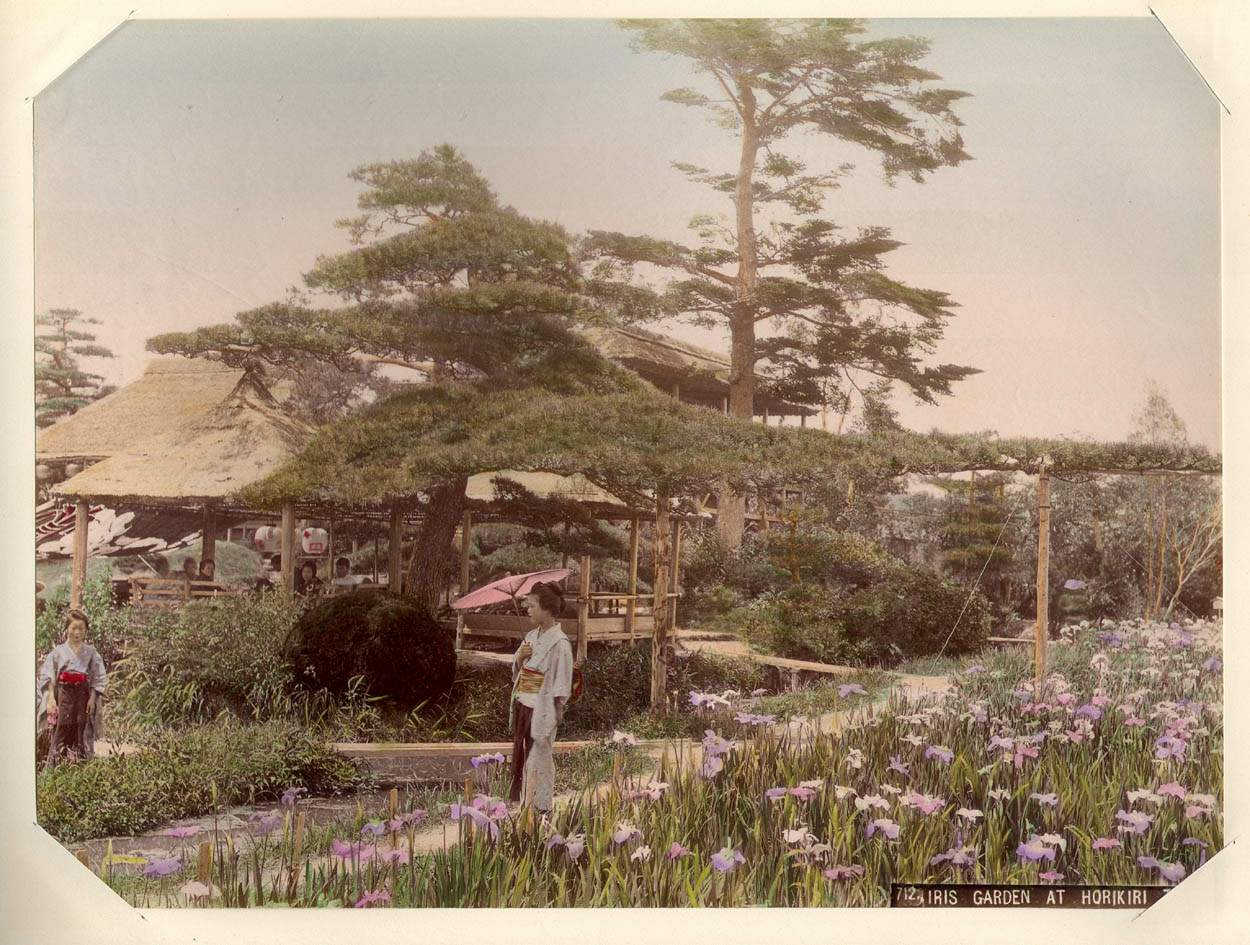
'Írisz-kert'-Horikiri

## Fordítás
- Ez a szócikk részben vagy egészben  a   Japanese garden című angol Wikipédia-szócikk ezen változatának fordításán alapul.  Az eredeti cikk szerkesztőit annak laptörténete sorolja fel. Ez a jelzés csupán a megfogalmazás eredetét és a szerzői jogokat jelzi, nem szolgál a cikkben szereplő információk forrásmegjelöléseként.